# 創発

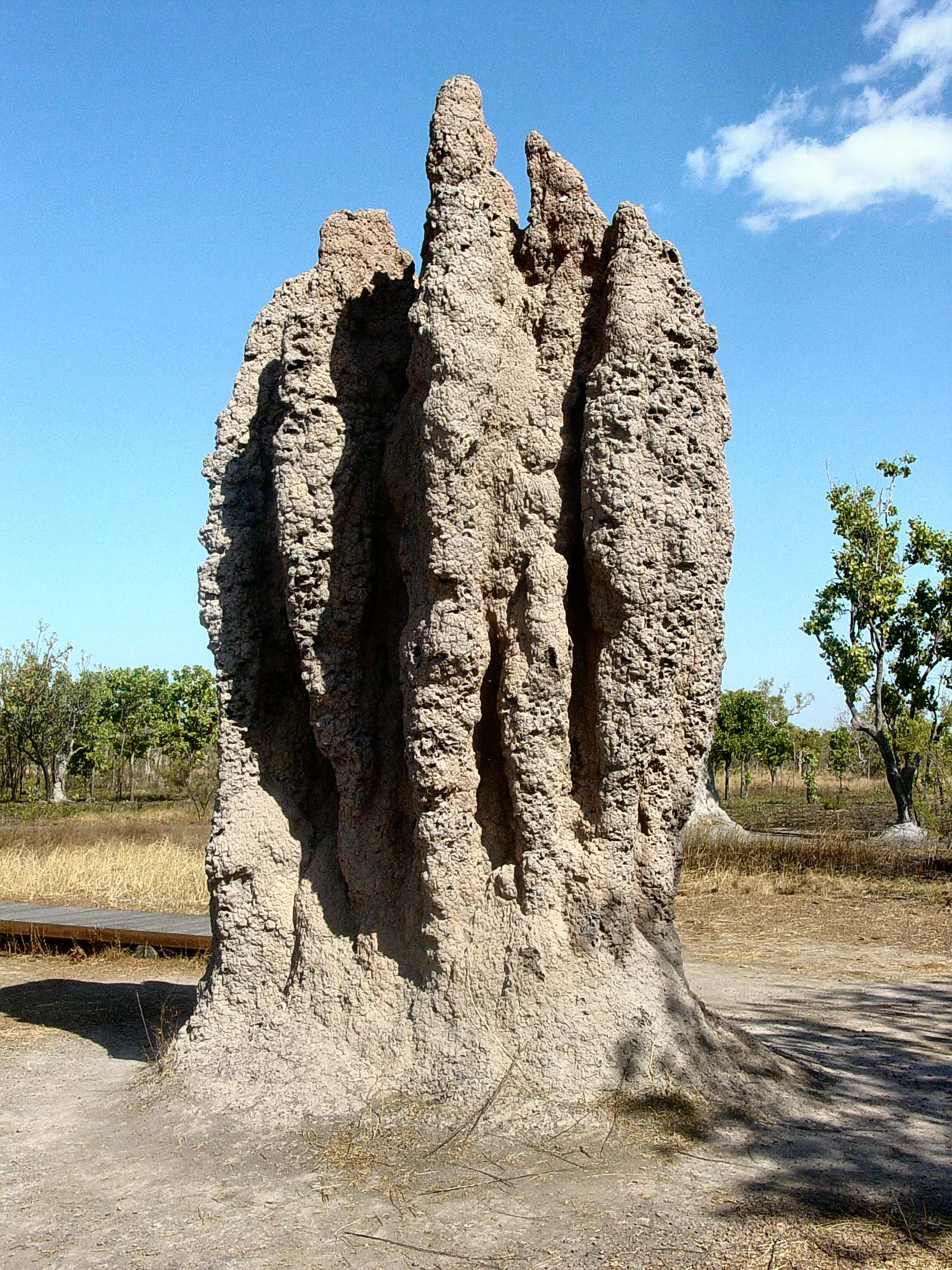
シロアリの塚は自然界での創発の例である。

創発（そうはつ、英語：emergence）とは、部分の性質の単純な総和にとどまらない性質が、全体として現れることである。局所的な複数の相互作用が複雑に組織化することで、個別の要素の振る舞いからは予測できないような系が構成される。
この世界の大半のモノ・生物等は、多層の階層構造を含んでいるものであり、その階層構造体においては、仮に決定論的かつ機械論的な世界観を許したとしても、下層の要素とその振る舞いの記述をしただけでは、上層の挙動は実際上予測困難だということ。下層にはもともとなかった性質が、上層に現れることがあるということ。
「創発」は主に複雑系の理論において用いられる用語であるが、非常に多岐にわたる分野でも使用されており、時として拡大解釈されることもある。

## 歴史
哲学的立場としての創発論には、無数の歴史的先例があるが、創発の概念が明確に発展したのは、19世紀末から20世紀初頭にかけてであり、長く洗練された哲学的論争を生んだ。この議論の起源は、化学哲学と古典力学の発展という文脈の中で、生命現象の定義と特徴づけをめぐる生命論者と機械論者の論争にある（Emmeche, Koppe and Stjernfelt, 1997）。創発主義者は、生命論者と機械論者の両方に反対する。生命論に対しては、超自然的な物質や力、ベルクソンが提唱した「エラン・ビタール」（生命の躍動、Élan vital）のような実体の存在を否定し、機械論に対しては、生者の特性を単なる化学的・機械的プロセスに還元することに反対する。そして、「全体は部分の総和以上である」と主張する。

## 生物学における創発
生命は創発現象の塊である。動物の体表に現れる縞模様や、植物が描くタイガーブッシュ、フェアリー・サークルなどの現象を、一見相関がないような組織や個体の生命活動の結果が巨視的に現れたものとしたアラン・チューリングの仮説（チューリング・パターン）が知られている。また、脳は、ひとつひとつの神経細胞は比較的単純な振る舞いをしていることが分かってきているが、そのことからいまだに脳全体が持つ知能を理解するには至っていない。さらに進化論では、突然変異や交叉による遺伝子の組み合わせによって思いもよらぬ能力を獲得することがある。進化論においては個々の個体による相互作用のほかに、環境との相互作用という側面も加わっている。創発の定義において、このような非対称な要素を認める場合もある。

## 組織論における創発
組織をマネジメントする立場からは、組織を構成する個人の間で創発現象を誘発できるよう、環境を整えることが重要とされる。一般的に、個人が単独で存在するのではなく適切にコミュニケーションを行うことによって個々人の能力を組み合わせ、創造的な成果を生み出すことが出来ると考えられている。

## 情報工学における創発

セル・オートマトン、ライフゲーム
非常に少ない要素数・層数ですら創発が起きる例。
上の動画はマス目でできており、各マス目（= セル・オートマトン）は皆同一種で、どれも以下の３つの単純なルールだけで作動している。
誕生: 白いセルの周囲に3つの黒いセルがあれば、次の瞬間にそのセルは黒になる。
維持: 黒いセルの周囲に2つか3つの黒いセルがあれば、次の瞬間もそのセルは黒いまま残る。
死亡: 上二つの場合以外なら、次の瞬間にそのセルは白いセルになる。
大切なことは、要素（ここでは黒点）がわずか数十個存在するだけでも創発が起きている、ということである。

計算機科学の分野では、シミュレーションによって創発現象を人工的に作り出すことが研究されている。代表的な例は、ニューラルネットワーク、遺伝的アルゴリズム、群知能などである。また近年、ウェブを活発な相互作用が行われる創発システムとして捉えなおす動きがある。

## 関連文献
日本語のオープンアクセス文献
- 松本 俊吉 「『創発性』について」 科学基礎論研究 Vol.28, No.2 (2001) pp.79-85 PDF